# بشار مراد
بشار مراد (ولد في 7 فبراير 1993) هو مغني وكاتب أغاني وناشط اجتماعي فلسطيني مقيم في القدس الشرقية. تتناول موسيقاه الأعراف المجتمعية والاحتلال الإسرائيلي وحقوق الاقليات في الشرق الأوسط. عرف بشار بتعاونه مع الفرقة الآيسلندية Hatari على أغنية Klefi / صامد (صامد)، الذي صدر بعد وقت قصير من رفع Hatari العلم الفلسطيني في النهائى من مسابقة يوروفيجن 2019 في تل أبيب، إسرائيل.   

## طفولته وحياته
ولد مراد في القدس الشرقية عام 1993. اسم والدته فادية دعيبس وأبيه سعيد مراد، مراد أيضاً هو مؤسس المجموعة الموسيقية الفلسطينية صابرين. بعد التخرج من مدرسة القدس الأمريكية، واصل شهادة البكالوريوس في كلية بريدجووتر، فرجينيا.

## حياته المهنية
خلال بداية حياته المهنية كان يكتب أغانيه باللغة الإنجليزية فقط. ومع ذلك، بعد عودته إلى الشرق الأوسط بعد اتمام الكلية بدأ بكتابة الأغاني باللغة العربية.  مراد يغني حول القضايا الاجتماعية، بما في ذلك المساواة بين الجنسين، والنشاط الغريب، واستياء الفلسطينيين من الأوضاع السياسية.

## الحياة الشخصية
مراد يقيم في القدس الشرقية.

## ديسكغرفي

### كفنان مستقل
- «أصوات»، أبريل 2017
- «الكل عم بتجواز»، كانون الثاني (يناير) 2018
- «شيليت حمل»، يوليو 2018
- «ما بتغيرني»، سبتمبر 2018
- «أنا زلامه»، نوفمبر 2018

### كفنان مشارك
- «Klefi / Samed (صامد)» لـ Hatari ، يونيو 2019

## روابط خارجية
- بشار مراد على موقع IMDb (الإنجليزية)
- بشار مراد على موقع ميوزك برينز (الإنجليزية)
- بشار مراد على موقع أول ميوزيك (الإنجليزية)
- بشار مراد على موقع ديسكوغز (الإنجليزية)
- بشار مراد على موقع قاعدة بيانات الفيلم (الإنجليزية)